# Državna cesta D536
Državna cesta D536 je državna cesta u Hrvatska. ukupna duljina je 1,0 km

## Naselja
- Buševec